# Hans Lindberg
Hans Ottar Lindberg (født 1. august 1981 i Høje-Taastrup) er en dansk håndboldspiller, der spiller højre fløj i HØJ Elite. Han har tidligere spillet i Viborg HK i den danske Håndboldliga og derefter atten år i Tyskland, henholdsvis ti år i HSV Hamburg og otte år i Füchse Berlin. Lindberg har i mange år været en del af det danske landshold og  blandt andet været med til at vinde både EM- og VM-guldmedaljer. Han blev i 2024 den blot anden dansker nogensinde, der nåede 300 landskampe.

## Håndboldkarriere

### Klubkarriere
Hans Lindberg startede med at spille håndbold i Ølstykke som 14-årig, og på topniveau spillede han fra 1999 i Team Helsinge, hvor han blev en af landets mest scorende. Således blev han henholdsvis nr. 2, 3 og 2 på ligatopscorerlisten i de sidste tre sæsoner i Helsinge. I 2005 skiftede han til Viborg HK. Her havde han ligeledes stor succes og blev i 2006-2007 ligatopscorer for klubben samtidig med, at han var med til at vinde DM-sølv i samme sæson.
I sommeren 2007 skiftede Lindberg til den tyske klub HSV Hamburg og Bundesligaen, hvor han hurtigt etablerede sig som en træfsikker højre fløj. Han endte med at spille i klubben i ni sæsoner og blandt andet være med til at blive tysk mester i 2011.
I 27. spillerunde i Bundesligaen i 2015 blev Lindberg efter et sammenstød med Füchse Berlins målmand Silvio Heinevetter for første gang i karrieren alvorligt skadet, da han pådrog sig en flænge i den ene nyre.. Han havde valget mellem at få den ene nyre fjernet, hvilket ville føre til et karrierestop eller afvente, at nyren helede af sig selv. Han valgte den sidstnævnte løsning og gjorde comeback i pokalfinalen i december 2015.
I januar 2016 gik HSV konkurs, og Lindberg skiftede til Füchse Berlin. I Bundesligaen har han været topscorer i både 2010 og 2013, og i løbet af 2021 opnåede han status som den spiller, der har scoret flest straffekastmål i Bundesligaens historie. Med 242 mål blev han i sæsonen 2021/22 i en alder af 40 den ældste topscorer i Bundesligaens historie. 
Den 27. december 2022 overhalede han Lars Christiansen som den næstmest scorende spiller og den mest scorende danske spiller i ligaens historie, da han nåede 2877 mål, to mere end Christiansen. Den 20. maj 2023 scorede han tolv mål i en 42-35 hjemmesejr mod GWD Minden. Dermed nåede han 2907 mål og overtog rekorden som den mest scorende spiller i den tyske Bundesliga fra koreaneren Yoon Kyung-shin (2905 mål). Da han stoppede i Füchse Berlin, havde han scoret 3099 mål i Bundesligaen, og i sin sidste kamp for holdet blev han hyldet i et storslået show.

### Landsholdskarriere
Han har spillet adskillige landskampe på ungdomsholdene, og i 2003 kom så debuten på A-landsholdet, hvor han siden har spillet langt over 200 landskampe. Han har spillet næstflest kampe for det danske landshold, efter Lars Christiansen,, og målt i år har han rekorden for længst tid på landsholdet. Han har også rekorden for ældste spiller på det danske landshold.
Han blev til sin store skuffelse sorteret fra til slutrunden om EM i 2006, men var med til at vinde bronzemedaljer ved VM i 2007, om end det blev til begrænset spilletid som backup for Søren Stryger. Efter dennes stop på landsholdet delte han i mange år højrefløjen med Lasse Svan. 
Lindberg var blandt andet var med til at vinde EM-guld i 2008 i Norge, VM-sølv i 2011 og EM-guld i 2012. Han blev også udtaget til OL-guld i 2016, men måtte nøjes med at være reserve og fik dermed ikke andel i guldmedaljen. Ved VM i 2019 i Tyskland/Danmark blev han skadet mod Chile, men vendte tilbage i finalen. hvor han spillede nogle minutter i slutningen af kampen. I marts 2021 var hans landsholdskarriere tilsyneladende slut, da han ikke blev udtaget til de følgende kampe op mod EM 2022, men på grund af Johan Hansens skade ved EM i 2022, blev han indkaldt til truppen og spillede hele kampen mod Nordmakedonien i en alder af 40 år. I 2023 deltog han i VM slutrunden i Sverige og Polen, og i 2024 var han igen i den danske trup til EM; her blev det dog ikke til megen spilletid, da Niclas Kirkeløkke spillede Lindbergs normale position i en stor del af kampene.
Han kom med til OL 2024, efter at Mads Hoxer Hangaard måtte melde afbud. Under forberedelserne til OL-turneringen spillede Lindberg sin landskamp nummer 300 som den blot anden danske spiller. Ved OL-turneringen vandt Lindberg guld med det danske landshold.

## Privatliv og familiemæssige baggrund
Hans forældre er Sigrún Sigurðardóttir og Tómas Erling Lindberg Hansson er fra Island, hvilket hans mellemnavn Óttar også er. Hans fars forældre, Hans og Ala Lindberg, kommer begge fra Trongisvágur på Færøerne. Farfaren flyttede til Island under 2. verdenskrig, hvortil hans farmor også flyttede efter krigen. Hans Lindberg var islænding, indtil han var 18 år gammel. Da skiftede han statsborgerskab på grund af det danske SU-system og blev landsholdsaktuel på ungdomsfronten. Han kan fortsat tale sit modersmål.
Han danner par med Jeanette Mackenhauer Lindberg og har to børn.

## Resultater

### Landsholdet
- 2007 VM-bronze
- 2008 EM-guld
- 2011 VM-sølv
- 2012 EM-guld
- 2013 VM-sølv
- 2013 EM strandhåndbold-bronze
- 2019 VM-guld
- 2023 VM-guld
- 2024 OL-guld